# Zaragoza (Puebla)
Zaragoza es una localidad mexicana en el estado de Puebla, ubicada en las siguientes coordenadas N 19 46.229 O 97 33.346. Fue nombrada en honor a la ciudad de Zaragoza, España, ya que entre las primeras familias pobladoras del lugar se encontraban algunas provenientes de aquella ciudad.
Es por ello que actualmente en Zaragoza se venera a la Virgen del Pilar, patrona de la Hispanidad. La localidad es cabecera del municipio de Zaragoza.
Zaragoza como municipio fue uno de los puntos principales para el comercio y punto de entrada hacia la sierra norte. El 5 de mayo de 1905 el presidente de la República Porfirio Díaz acudió a dar el banderazo inicial para oficializar el funcionamiento de la estación de tren y el ramal ferroviario Puebla - Zaragoza - Teziutlán, dando nombre al Ferrocarril Interoceanico.
En 1898 se inició la construcción de la Estación Zaragoza, en terrenos de la hacienda denominada Zaragoza y anexas, propiedad del español Juan R. Lavín. De ahí que se le denomine con este nombre. El español, junto con su esposa María Rivas, y su hermano Emeterio Lavín, adquirieron una extensión considerable(aproximadamente 5000 hectáreas) en el antiguo distrito de Tlataluquitepec. El casco de la hacienda se encontraba en el lugar denominado Acuaco. La hacienda limitaba al norte con Chignautla y al sur con la hacienda de San Miguel Barrientos. Dentro de su extensión se encontraban lugares como Ocotlán, Gómez, Tepeteno Xonocuautla, Llano de Toluca y Oyameles, entre otros.
El ferrocarril Oriental Mexicano representado por Nicolás Martínez del Río celebró un contrato con Juan R. Lavín para la construcción de la Estación Zaragoza y el paso del ferrocarril, a cambio de un pase libre anual a favor del español y el servicio del agua para los trenes. La empresa del ferrocarril le permitió construir además una bodega frente a la estación, la cual le permitía guardar algunos productos. Lo que producía Juan R. Lavín era principalmente cal, la cual se embarcaba en Acuaco donde aún se encuentran algunos hornos.

## Clima
El territorio participa en la zona de los climas templados de la Sierra Norte y presenta cuatro variaciones climáticas. Desde clima semifrío subhúmedo con lluvias en verano (ce) (W2), los de temperatura media anual entre 5 y 12 °C, los de temperatura del mes más frío entre menos 3° y 18° centígrados. Aquellos cuya precipitación del mes seco, es menor de 40 milímetros; y con un porcentaje de precipitación invernal con respecto a la anual, entre 5 y 10.2 mm³.
Se presentan en la zona montañosa del sureste. Un clima templado subhúmedo (w’ 9) (w), con lluvias en verano, con temperatura media anual entre 12 y 18 °C., temperatura del mes más frío entre menos de 3° y 18 °C., porcentaje de precipitación invernal con respecto a la anual es entre 5 y 10,2. Es el clima predominante, se observa en la parte central.
El clima templado húmedo (CM); con lluvias en verano; temperatura media anual entre 12 y 10 °C., temperatura del mes más frío, entre menos 3 y 18 °C; precipitación del mes más seco, menos de 40 milímetros; porcentaje de precipitación invernal con respecto a la anual, mayor de 5 milímetros. Se presenta en una franja al norte del municipio.

## Localidades
La población de Zaragoza es la cabecera del municipio homónimo, y bajo su jurisdicción se encuentran las siguientes localidades:
- Acuaco
- Colonia Morelos. La localidad que lleva por nombre “Colonia Morelos” se encuentra a una mediana altura de 2300 metros sobre el nivel del mar, todos estos datos son aproximados, dado que la localidad sigue creciente y no existe un número exacto de datos, la población total de Morelos es de 1320 personas.

Doscientos treinta y siete personas en Morelos viven en hogares indígenas, ochenta y siete de los habitantes hablan un dialecto indígena, el número de los que solo hablan un idioma indígena pero no hablan español es cero, de estos hablan también español ochenta y cinco.
En Morelos hay un total de trescientos dos hogares, algunas de estas viviendas tienen piso de tierra, de una sola habitación, otras casas tienen instalaciones sanitarias y están conectadas al servicio público, tienen acceso a la luz eléctrica.
La educación en la Colonia Morelos es precaria, asimismo hay ciento cinco analfabetos de quince o más años, trescientos setenta y tres tienen una escolaridad incompleta, doscientos veintidós tienen una escolaridad básica y ciento ocho cuentan con una educación post-básica.
En la localidad existe una escuela por cada módulo educativo como lo son: una escuela preescolar, primaria, telesecundaria y un bachillerato. Dentro de ella la telesecundaria “León Guzmán” es muy importante como lo son las demás escuela, esta es de control público cuyo nombre fue asignado en honor a Leonardo Francisco Guzmán Montes de Oca, nacido en Tenango del Valle, Estado de México el 5 de noviembre de 1821 y murió en Los Ramones, Nuevo León el 3 de mayo de 1884, fue abogado y político, miembro de la Comisión Redactora de la Constitución de 1857, procurador general de la Nación y presidente del Tribunal Superior de Justicia de Puebla.
La escuela León Guzmán es una institución pública, que brinda su infraestructura para el apoyo de la educación, cuenta con tres grados académicos, esta escuela cuenta con seis aulas, tres de ellas son salones de grupo, un salón para la dirección, uno más dividido entre la biblioteca y el laboratorio (no se practica en él) y uno más que es el salón de medios. Este colegio goza de áreas verdes, asimismo cancha de baloncesto y fútbol (balompié) dentro de la misma institución y un pequeño espacio dedicado a albergar el desayunador.
La escuela es de pasada apertura, aunque sigue teniendo en buenas condiciones su estructura, los comités están muy al pendiente de la escuela, siendo el comité de APF uno de los principales en brindar la organización de los gastos anuales como de improviso, el comité de COEPSE apoya al desarrollo social de los estudiantes como de los maestros y el CTE encargado de redirigir la calidad y eficacia en la institución mediante la ruta de mejora, son los tres comités que se integran en el colegio León Guzmán".
- El Porvenir
- El Retiro
- Las Trancas
- San José Buenavista
- Xalehuala

- Xalehuala

Es una población ubicada al sur de este municipio, tiene colindancia con el municipio de Tlatlauquitepec (El duraznillo).
Cuenta con un inspector municipal, entre sus edificaciones importantes están La escuela primaria "Niños Héroes", el jardín de niños "Vicente Guerrero" y la iglesia de "Santa Cecilia" patrona de los músicos.

## Educación
Zaragoza cuenta con diversas instituciones educativas, desde el nivel básico hasta el nivel superior:
- Jardín de Niños "Colegio Sor Juana Inés de la Cruz"
- Jardín de Niños "Arcoíris"
- Jardín de Niños "Francisco Gabilondo Soler"
- Jardín de Niños "Margarita Nuñez de Ávila Camacho"
- Jardín de Niños "DIF"
- Primaria Federal "Gral. Ignacio Zaragoza"
- Primaria Oficial "Miguel Ávila Camacho"
- Primaria Federal "República Argentina"
- Secundaria General "Netzahualcoyotl"
- Telesecundaria "Rufino Tamayo"
- Secundaria Técnica n.º 5 "Basilio Badillo"
- Colegio de Bachilleres del Estado de Puebla Plantel 27
- Instituto de Estudios Superiores de la Sierra (IES)
- Universidad Tolteca de México A.C.

## Religión

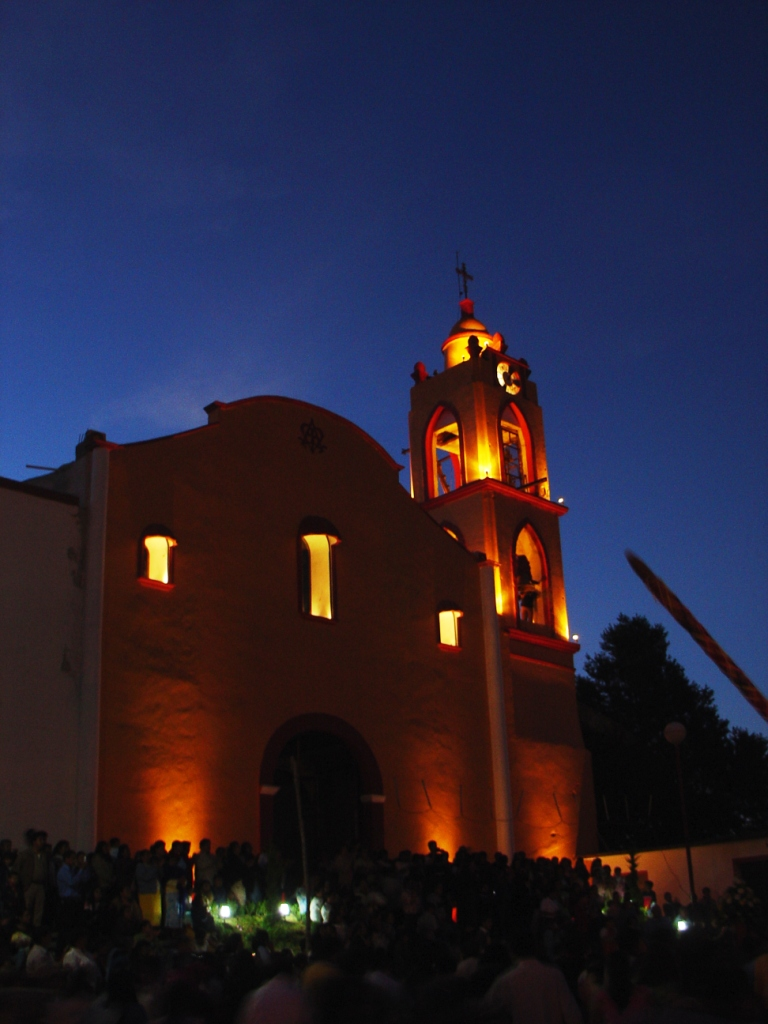
Iglesia de la Virgen del Pilar: Tarde en que la gente recibió una imagen de la Virgen del Pilar proveniente de Zaragoza España.

La religión predominante en Zaragoza es la cristiana católica encontrándose en la cabecera municipal la parroquia de la Virgen del Pilar.
La mayor celebración religiosa se realiza el 12 de octubre de cada año, día del aniversario del descubrimiento de América por Cristóbal Colón, y día de la Virgen del Pilar, patrona de la Hispanidad.
Se elige una reina de feria, quien es la encargada de inaugurar la feria cada 6 de octubre, la reina actual es la señorita Rita Danahy Castañeda Ortega de 17 años de edad ganadora del concurso realizado el día 31 de agosto de 2019 en el auditorio municipal.
Existen también diferentes grupos pertenecientes a otras religiones, principalmente cristianas evangélicas y algunas restauracionistas, como es el caso de La Luz del Mundo, la cual construyó la clínica Dr. Samuel Joaquín Flores, que está disponible para la población del municipio.
La familia Lavine fue quien dio el primer asentamiento en localidad de Acuaco siendo ellos originarios de Zaragoza, España. Un poco después de su inmigración dan lugar a las familias Rueda y Mondragón fueron de los primeros habitantes de Zaragoza, trajeron la virgen del Pilar y la virgen del Carmen provenientes de España, así empezó la tradición.